# Mingjing Hu
Mingjing Hu (kinesiska: 明镜湖) är en sjö i Kina. Den ligger i provinsen Qinghai, i den nordvästra delen av landet, omkring 1 000 kilometer väster om provinshuvudstaden Xining. Mingjing Hu ligger 4 797 meter över havet. Arean är 67 kvadratkilometer. Den sträcker sig 7,5 kilometer i nord-sydlig riktning, och 16,8 kilometer i öst-västlig riktning.
Genomsnittlig årsnederbörd är 248 millimeter. Den regnigaste månaden är juli, med i genomsnitt 62 mm nederbörd, och den torraste är december, med 1 mm nederbörd.